# Дабашан
Дабашан или Башан (на китайски: 大巴山) е планина в Централен Китай, югоизточно продължение на по-голямата и обширна планина Цинлин. Разположена е на териториите на провинциите Шънси (югоизточната част), Хубей (югозападната част) и Съчуан (североизточната част) и се явява вододел между река Яндзъ на юг и големия ѝ ляв приток Ханшуй на североизток. Простира се от северозапад на югоизток приблизително на 200 km и ограничава от североизток Съчуанската котловина. С максимална височина е връх Дашънундзя (3053 m). Северните ѝ склонове са сравнително стръмни, а южните – полегати. Изградена е основно от кристалинни скали. Климатът е умерен, мусонен, с обилни летни валежи, като годишната им сума надхвърля 1000 mm. Склоновете ѝ са обрасли с широколистни гори. В горите се добива ценна дървесина и се произвежда тунгово масло.